# Ovčara
Ovčara är en ort i Kroatien.   Den ligger i länet Baranja, i den östra delen av landet, 200 km öster om huvudstaden Zagreb. Ovčara ligger 84 meter över havet och antalet invånare är 1 071.
Terrängen runt Ovčara är mycket platt. Runt Ovčara är det ganska tätbefolkat, med 62 invånare per kvadratkilometer. Närmaste större samhälle är Osijek, 11,0 km nordost om Ovčara. Trakten runt Ovčara består till största delen av jordbruksmark.